# Theope oceta
Theope oceta är en fjärilsart som beskrevs av Doubleday 1847. Theope oceta ingår i släktet Theope och familjen Riodinidae. Inga underarter finns listade i Catalogue of Life.